# Коммиссо, Рокко
Ро́кко Бени́то Комми́ссо (англ. и итал. Rocco Benito Commisso; род. 25 ноября 1949 года, Марина-ди-Джойоза-Йоника, Калабрия, Италия) — американский медиаменеджер, бизнесмен и спортивный функционер итальянского происхождения, владелец сети кабельных телеканалов «Mediacom» и футбольного клуба Серии А «Фиорентина».

## Биография
Рокко Коммиссо появился на свет 25 ноября 1949 года в итальянском городе Марина-ди-Джойоза-Йоника, провинция Калабрия, в возрасте 12 лет переехал в США. Образование получал в одной из школ Бронкса в Нью — Йорке, а также в Колумбийском университете.

### Карьера
Бизнес-карьера Коммиссо началась в крупной фармкомпании «Pfizer». Позже, после нескольких лет учёбы в бизнес — школе будущий предприниматель начал с 1978 года работать в банке «Chase» на Манхэттене, а затем в период с 1986 по 1995 годы являлся вице — президентом в «Королевском банке Канады».
Также бизнесмен является основателем медиахолдинга «Mediacom». По данным на 2011 год, корпорация полностью находится в частной собственности Коммиссо.
Помимо прочего, ему принадлежит доля в акциях кабельного телеканала C-SPAN.

### Коммиссо и спорт
В период своего обучения в Колумбийском университете, Коммиссо являлся вице-капитаном студенческой футбольной команды. В 2017 году миллиардер стал владельцем выступающего в NASL клуба «Нью-Йорк Космос», испытывавшего в то время серьёзные финансовые проблемы. 6 июня 2019 года стало известно о том, что Коммиссо за 150 млн долларов приобрел итальянский футбольный клуб «Фиорентина», выступающий в Серии А.

## Личная жизнь
Супругу бизнесмена зовут Кэтрин, их свадьба прошла в городе Садл-Ривере в штате Нью-Джерси. В семье есть двое детей.

## Награды и премии
Коммиссо является кавалером Почётной медали острова Эллис.